# Bibertal
Bibertal – miejscowość i gmina w Niemczech, w kraju związkowym Bawaria, w rejencji Szwabia, w regionie Donau-Iller, w powiecie Günzburg. Leży około 10 km na południowy zachód od Günzburga, nad rzeką Biber.

## Demografia
| Rok  | Liczba mieszk. |
| ---- | -------------- |
| 1970 | 3 631          |
| 1987 | 4 021          |
| 2000 | 4 709          |

## Polityka
Wójtem gminy jest Robert Strobel z CSU, rada gminy składa się z 16 osób.
|      | CSU | SPD | FW | Razem |
| 2008 | 9   | 4   | 3  | 16    |
| 2002 | 8   | 5   | 3  | 16    |